# 伊号第百八十三潜水艦
| 画像をアップロード | |
| 艦歴               | |
| 計画               | 昭和14年度計画（第四次海軍軍備充実計画）                                                                               |
| 起工               | 1941年12月26日 |
| 進水               | 1943年1月21日 |
| 就役               | 1943年10月3日 |
| その後             | 1944年4月28日戦没 |
| 除籍               | 1944年8月10日 |
| 性能諸元           | |
| 排水量             | 基準：1,630トン 常備：1,833トン 水中：2,602トン                                                                        |
| 全長               | 105.50m |
| 全幅               | 8.25m |
| 吃水               | 4.60m |
| 機関               | 艦本式1号乙8型ディーゼル2基2軸 水上：8,000馬力 水中：1,800馬力                                                         |
| 速力               | 水上：23.1kt 水中：8.0kt                                                                                               |
| 航続距離           | 水上：16ktで8,000海里 水中：5ktで50海里                                                                                |
| 燃料               | 重油：354.7t |
| 乗員               | 86名 |
| 兵装               | 45口径十一年式12cm単装砲1門 25mm機銃連装1基2挺 53cm魚雷発射管 艦首6門 九五式魚雷12本 九三式水中聴音機 （九三式探信儀） |
| 備考               | 安全潜航深度：80m |

伊号第百八十三潜水艦（いごうだいひゃくはちじゅうさんせんすいかん）は、日本海軍の潜水艦。伊百七十六型潜水艦（海大VII型）の8番艦。

## 艦歴
- 1941年（昭和16年）12月26日 - 川崎造船所で起工。
- 1943年（昭和18年）1月21日 - 進水
  - 10月3日 - 竣工。佐世保鎮守府籍となり第1艦隊第11潜水戦隊に編入[2][3]。
  - 10月3日 - 広島湾において単独で訓練中、主機械頭弁部から浸水し着底し16名が殉職した[2][3]。
  - 10月7日 - 船体を引き揚げ、1944年1月まで修理を実施[2]。
- 1944年（昭和19年）3月27日 - 呉を出港するも、故障により、4月6日、呉に帰投[2]。
  - 4月28日 - 第6艦隊第22潜水隊に編入。同日、呉を出港し、サイパンを経由でトラックへ向け航行[2]。同日、四国南方でアメリカの潜水艦ポーギーの攻撃により戦没、佐伯艦長以下92名全員が戦死した[2][3]。
  - 5月28日 - 本土南方で亡失と認定[4]。

## 歴代艦長
※『艦長たちの軍艦史』441頁による。

### 艤装員長
- 佐伯卓夫 少佐：1943年8月30日 -

### 艦長
- 佐伯卓夫 少佐：1943年10月3日 - 1944年4月28日戦死